# Antički Rim
Antički (lat. Antiqua Rōma) ili Stari Rim je uobičajeni naziv za civilizaciju koja je po Liviju 753. pr. Kr. nastala od grada-države Rima osnovana na Apeninskom poluotoku i dovela do uspostave velikog Rimskog Carstva koje se protezalo duž Sredozemnog mora. Tijekom svog dvanaest stoljeća dugog postojanja, rimska civilizacija prošla je put od kraljevstva, preko republike s kombinacijom oligarhije i demokracije do diktature, carstva i monarhije. Rimska civilizacija je dominirala zapadnom Europom i područjima oko Sredozemnog mora putem osvajanja i asimilacije stanovništva.
Ipak, na kraju je i Rimsko Carstvo doživjelo pad. Zapadni dio rimskog carstva se u 5. stoljeću podjelio u nezavisna kraljevstva, dok je Istočno Rimsko Carstvo, čije je sjedište od 330. godine bio Carigrad nastavio postajati sve do 1460. godine kada njegovu posljednju provinciju Moreju zauzima Osmansko Carstvo. 
Rimska civilizacija se najčešće svrstava u razdoblje antike, s antičkom Grčkom, civilizacijom koja je nadhanula velik dio kulture antičkog Rima. Antički Rim je potaknuo razvoj prava, ratnog umijeća, umjetnosti, književnosti, arhitekture, tehnologije i jezika u zapadnom svijetu. Povijest Antičkog Rima dijelom se nalazi i u temeljima današnje civilizacije.

## Doprinosi europskoj kulturi i civilizaciji
Doprinosi antičkih Rimljana su zapisano pravo, ceste, vodovodi, urbana arhitektura, republikanizam/predstavnička demokracija, ali i volja za prevlašću i neograničenom širenju za iskorištavanje izvora. Prvi su prešli na republikanizam, doduše u ograničen oblik predstavničke demokracije: održavali su izbore , a kao predstavničko tijelo postojao je Senat. Još više od Grka razvili su kompleks superiornosti: »svi putevi vode u Rim«. U cijelom Rimskom Carstvu govorilo se latinskim jezikom, imali su monetarnu uniju tj. plaćali su istim novcem. U 2. stoljeću poslije Krista Rimsko je Carstvo dostiglo širinu od gotovo 3000 milja od Atlantskog oceana do ruba Kavkaza; od Britanije do Rajne na sjeveru; uz rub Sahare išle su južne crte carstva i zatim do Perzijskog zaljeva. Sve su granice bile čuvane te je za ulazak u Carstvo bilo potrebno kupiti vizu.

## Vanjske poveznice
- roman-empire.net
- De Imperatoribus Romanis (o rimskim carevima)
- Galerija antičke umjetnosti: Stari Rim
- Lacus Curtius
- Livius.Org
- Nova Roma - obrazovna organizacija
- Život Rimljana
- United Nations of Roma Victrix (UNRV) Povijest Rima
- Voda i kanalizacija u Rimskom Carstvu